# ضباب جنوب شرق آسيا 2006

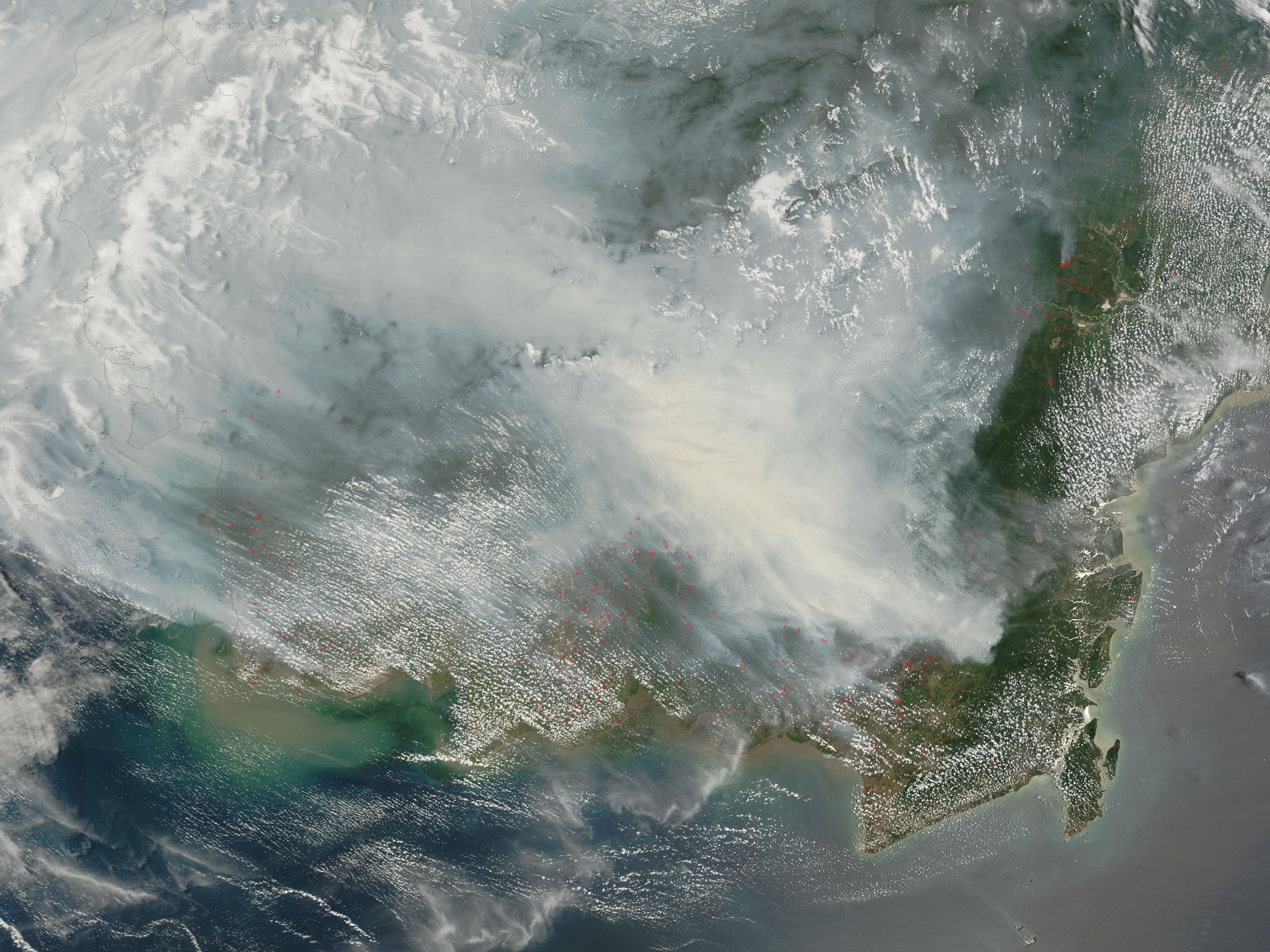
صورة الأقمار الصناعية للضباب فوق جزيرة بورنيو

حدث الضباب في جنوب شرق آسيا عام 2006 بسبب استمرار الحرق غير المنضبط من زراعة «القطع والحرق» في إندونيسيا، وأثر على العديد من البلدان في منطقة جنوب شرق آسيا وخارجها، مثل ماليزيا وسنغافورة وجنوب تايلاند وحتى سايبان؛ قد تكون تأثيرات الضباب قد انتشرت إلى كوريا الجنوبية. ساهمت المصادر المحلية للتلوث جزئياً في زيادة السمية، لا سيما في المناطق عالية التلوث مثل الموانئ ومصافي النفط والمناطق الحضرية ذات الكثافة السكانية العالية. في وادي كلانج شديد التحضر والصناعي في ماليزيا على وجه الخصوص، كانت التضاريس المحيطة بمثابة حاجز طبيعي للهواء الملوث، مما أدى إلى تفاقم الوضع عندما بدأ الضباب.
هناك أيضا ارتباط إلى النينيو. أصبح الضباب أسوأ مما كان عليه خلال الأحداث السابقة بسبب النينيو - التذبذب الجنوبي الذي أخر موسم الرياح الموسمية لهذا العام. تنتج الحرائق في كاليمانتان كميات كبيرة من الدخان، وتحترق لفترة طويلة ويصعب إخمادها لأنها في أرض الخث، وبمجرد إشعال النيران يمكن أن تشتعل لعدة أشهر وتطلق الغازات التي تنتج حامض الكبريتيك.
يبدو أن جودة الهواء في جميع أنحاء المنطقة تحسنت في أواخر أكتوبر / تشرين الأول، حيث تسبب هطول الأمطار الغزيرة في إخماد الحرائق في إندونيسيا.

## البلدان المتضررة

### بروناي
تأثرت بروناي، وهي سلطنة مستقلة تحيط بها ولاية ساراواك في شرق ماليزيا في بورنيو، بالضباب القادم من كاليمانتان. جلبت الأمطار بعض الراحة، وفي 8 أكتوبر، انخفض مؤشر معايير الملوثات إلى 46، وهو ضمن النطاق «الجيد». كانت هناك فترة وجيزة من سماء صافية خلال الأسبوع الأول من عيد الفطر، بعد موجة من الطقس الممطر. لكن الضباب عاد في 31 أكتوبر، مع تسجيل وزارة البيئة والمتنزهات والاستجمام مؤشر معايير التلوث بلغ 49.

### إندونيسيا
نشأت الحرائق في الغالب في كليمنتان، الجزء الإندونيسي من بورنيو، وسومطرة، حيث تم إشعالها من قبل المزارعين الزراعيين الذين يعملون في مجال الزراعة الحرجية لتطهير الأرض لزراعة لب الخشب أو تسويق المحاصيل قبل موسم الزراعة. صور الأقمار الصناعية التي التقطت فوق بورنيو في 4 أكتوبر / تشرين الأول تظهر 561 منطقة «ساخنة» حيث اندلعت الحرائق.
واتهم مسؤولون في دول مجاورة المسؤولين الإندونيسيين بعدم فعل أي شيء لوقف الحرائق، على الرغم من أن مسؤولي وزارة الغابات قالوا إن رجال الإطفاء يعملون على إخماد الحرائق في الأراضي التي تسيطر عليها الدولة. ومع ذلك أقروا بأن معظم الحرائق كانت على أرض خاصة. تخطط إندونيسيا لنشر جيشها للمساعدة في جهود مكافحة الحرائق. لتجنيد المزيد من الناس لتشغيل خط النار، عرضت الحكومة يومين إجازة لموظفي الخدمة المدنية الذين تطوعوا لأداء مهام مكافحة الحرائق. لكن البلاد كانت تفتقر إلى المعدات اللازمة لمكافحة حرائق الغابات إذ كانت تمتلك طائرات أصغر من أن تحمل ما يكفي من المياه لإخماد الحرائق. في محاولة للحصول على طائرات أكبر استأجرت الحكومة طائرتين من روسيا من طراز Beriev Be-200، قادرة على القفز فوق المياه وتحمل الأحمال لجهود مكافحة الحرائق المستمرة. ومن المقرر أن تبدأ الطائرات، التي سيقلها الروس ويحتفظ بها فنيون روس، عملياتها في الأول من تشرين الثاني (نوفمبر).
وأجبرت الحرائق المدارس على إغلاق أبوابها، وأجلت وألغت رحلات طيران، وتعطلت الشحن وأجبرت الإندونيسيين على ارتداء أقنعة الوجه. وتشمل المدن المتضررة بونتياناك وكاليمانتان الغربية وبالانغكارايا ووسط كاليمانتان وبيكانبارو ورياو. تم إلقاء اللوم على الضباب في رحلة طيران ماندالا من باليكبابان، عاصمة مقاطعة كاليمانتان الشرقية، حيث انزلقت عن المدرج عند هبوطها في تاراكان في 3 أكتوبر، عندما تم الإبلاغ عن الرؤية في حوالي 400 متر. وقد تسبب في مشاكل في التنفس للأشخاص في رياو وفي مقاطعة جامبي. في 21 أكتوبر ألغت 12 شركة طيران الرحلات الداخلية من مطار سوكارنو هاتا الدولي بسبب الضباب الدخاني في العديد من الوجهات بما في ذلك جامبي وبانجارماسين وجايابورا وسيمارانج وسورابايا وبنكولو ودينباسار وماكاسار وبيكانبارو وبادانج.
قدم تقرير نشرته وكالة الأنباء الحكومية الماليزية «برناما» في 20 أكتوبر / تشرين الأول رواية مباشرة عن المشهد في كاليمانتان: «تفاقمت رائحة الدخان الخانقة والتهاب الحلق والعينين عندما تطأ قدم هذا المراسل والمصور في وسط كاليمانتان مما أجبرهما على ذلك. ضع أقنعة الوجه. طوال الرحلة التي امتدت 200 كيلومتر من بانجارماسين إلى بالانغكارايا، كان ما يمكن رؤيته من الغابات على جانبي الطريق هو منظر طبيعي للتربة السوداء مع استمرار تصاعد الدخان من الأرض في بعض المناطق وتذبل الأشجار والنباتات. كانت المنطقة ضبابية ومغبرة حيث امتلأ الهواء بالرماد المتطاير والجزيئات الأخرى».
وقال التقرير إن القرويين المحليين على ما يبدو غير مهتمين بالضباب الدخاني، قائلين إنه أمر «طبيعي». «إذا لم نحرق الغابة، فمن أين سنحصل على طعامنا؟» قال قروي.
على الصعيد البيئي، حرائق مدمرة 1 كم 2 من حديقة تيسو نيلو الوطنية في مقاطعة رياو. في حديقة تانجونج بوتينج الوطنية في وسط كاليمانتان، أثر الضباب سلبًا على إنسان الغاب.

### ماليزيا
بدأت آثار الضباب في أوائل يوليو وأثرت بشدة على ولايات شمال ماليزيا. ومع ذلك، فقد تلاشى الضباب بشكل كبير في جميع أنحاء شبه جزيرة ماليزيا اعتبارًا من 29 أغسطس 2006 بسبب وصول موسم الأمطار. قلل المطر عدد النقاط الساخنة في جميع أنحاء سومطرة وشبه جزيرة الملايو. في 30 أغسطس 2006، ذكرت صحيفة ذا ستار أن كوالالمبور ستكون خالية من الضباب خلال عيد الاستقلال. في وقت متأخر من المساء قبل منتصف ليل 31 أغسطس 2006، تم تسجيل الرؤية في وادي كلانج لتكون جيدة جدًا.
لسوء الحظ، عاد الضباب مرة أخرى في أواخر سبتمبر عندما كان الماليزيون المسلمون يقيمون رمضان. كان هذا جزئيًا بسبب تغيير اتجاه الرياح نحو الجنوب الغربي، جزئيًا بسبب إعصار زانغ سان. وكان المكان الأكثر تضررا هو كوتشينغ. أعلنت حكومة ولاية ساراواك أن المدارس ستغلق إذا انتهكت مؤشر تلوث الهواء علامة 300. المنطقة الأكثر تضررًا في شبه جزيرة ماليزيا هي منطقة جوهور باهرو التي سجلت مؤشر تلوث الهواء من 150 في 7 و8 أكتوبر. في الوقت الحالي، يرتدي العديد من الأشخاص أقنعة لمنع أنفسهم من استنشاق كميات مفرطة من الضباب. في 7 أكتوبر، انخفضت الرؤية في أجزاء من شرق ماليزيا إلى 300 أمتار. في 9 أكتوبر أو نحو ذلك، بدا أن أسوأ الضباب في شبه الجزيرة كان في ولاية نيجري سيمبيلان، حيث انخفضت الرؤية في سيبانغ لفترة وجيزة إلى 500 مترًا ووصل مؤشر تلوث الهواء في نيلاي إلى 198، قبل أن يخفف المطر الضباب جزئيًا. بعد ذلك بوقت قصير، تسبب تغير الرياح في تحسن الظروف بسرعة. بدأت Sarawak محاولات البذر السحابي في محاولة لتشجيع هطول الأمطار التي من شأنها أن تساعد في تخفيف الضباب. تبلغ تكلفة كل جلسة استمطار سحابة ما لا يقل عن 50000 رينجيت ماليزي (حوالي 14000 دولار أمريكي). في 21 أكتوبر، غيرت الرياح اتجاهها وبدأت في إبعاد الضباب عن ماليزيا، وفي اليوم التالي، أزال المطر الغزير الضباب. في وقت لاحق من يوم 26 أكتوبر، عادت الأمطار الغزيرة مرة أخرى، وكانت هناك أمطار متفرقة في وادي كلانج. ذكرت ذا ستار أن الأيام الضبابية ستنتهي قريبًا مع اقتراب موسم الرياح الموسمية.

#### مؤشر تلوث الهواء
| Daily average API readings in October 2006 | Daily average API readings in October 2006 | Daily average API readings in October 2006 | Daily average API readings in October 2006 | Daily average API readings in October 2006 | Daily average API readings in October 2006 | Daily average API readings in October 2006 |
| Date                                       | George Town                                | Kuala Lumpur                               | Malacca Town                               | Johor Bahru                                | Kuantan                                    | Kuching                                    |
| ------------------------------------------ | ------------------------------------------ | ------------------------------------------ | ------------------------------------------ | ------------------------------------------ | ------------------------------------------ | ------------------------------------------ |
| 1                                          | 38                                         | 27                                         | 26                                         | 50                                         | 53                                         | 93                                         |
| 2                                          | 28                                         | 38                                         | 46                                         | 48                                         | 46                                         | 112                                        |
| 3                                          | 50                                         | 38                                         | 57                                         | 82                                         | 52                                         | 125                                        |
| 4                                          | 60                                         | 82                                         | 91                                         | 66                                         | 78                                         | 179                                        |
| 5                                          | 68                                         | 93                                         | 103                                        | 69                                         | 86                                         | 163                                        |
| 6                                          | 61                                         | 101                                        | 96                                         | 108                                        | 80                                         | 136                                        |
| 7                                          | 81                                         | 101                                        | 94                                         | 157                                        | 100                                        | Unavailable                                |
| 8                                          | 63                                         | 68                                         | 124                                        | 134                                        | 139                                        | 78                                         |
| 9                                          | 63                                         | 157                                        | 98                                         | 66                                         | 88                                         | 78                                         |
| 10                                         | 28                                         | 90                                         | 84                                         | 77                                         | 84                                         | 72                                         |
| 11                                         | 26                                         | 70                                         | 134                                        | 94                                         | 78                                         | 71                                         |
| 12                                         | 27                                         | 64                                         | 170                                        | 99                                         | 71                                         | 80                                         |
| 13                                         | 49                                         | 79                                         | 69                                         | 71                                         | 72                                         | 80                                         |
| 14                                         | 63                                         | 93                                         | 85                                         | 89                                         | 80                                         | 81                                         |
| 15                                         | 69                                         | 85                                         | 90                                         | 132                                        | 98                                         | 78                                         |
| 16                                         | 62                                         | 78                                         | 110                                        | 114                                        | 108                                        | 61                                         |
| 17                                         | 60                                         | 97                                         | 112                                        | 129                                        | 110                                        | 68                                         |
| 18                                         | 60                                         | 106                                        | 90                                         | 124                                        | 87                                         | 68                                         |
| 19                                         | 57                                         | 100                                        | 84                                         | 105                                        | 75                                         | 70                                         |
| 20                                         | 57                                         | 87                                         | 91                                         | 128                                        | 69                                         | 63                                         |
| 21                                         | 41                                         | 75                                         | 82                                         | 109                                        | 66                                         | 75                                         |
| 22                                         | 37                                         | 79                                         | 76                                         | 95                                         | 60                                         | 70                                         |
| 23                                         | 34                                         | 80                                         | 73                                         | 95                                         | 65                                         | 66                                         |
| 24                                         | 41                                         | 76                                         | 74                                         | 87                                         | 61                                         | 53                                         |
| 25                                         | 47                                         | 43                                         | 26                                         | 55                                         | 42                                         | 32                                         |
| 26                                         | 31                                         | 36                                         | 37                                         | 49                                         | 41                                         | 33                                         |
| 27                                         | 24                                         | 28                                         | 34                                         | 43                                         | 52                                         | 35                                         |
| 28                                         | 28                                         | 49                                         | 52                                         | 57                                         | 46                                         | 53                                         |
| 29                                         | 26                                         | 39                                         | 60                                         | 60                                         | 48                                         | 49                                         |
| 30                                         | 28                                         | 42                                         | 42                                         | 60                                         | 51                                         | 51                                         |
| 31                                         | 24                                         | 50                                         | 52                                         | 72                                         | 53                                         | 78                                         |

| متوسط قراءات مؤشر تلوث الهواء اليومية في تشرين الثاني (نوفمبر) 2006 | متوسط قراءات مؤشر تلوث الهواء اليومية في تشرين الثاني (نوفمبر) 2006 | متوسط قراءات مؤشر تلوث الهواء اليومية في تشرين الثاني (نوفمبر) 2006 | متوسط قراءات مؤشر تلوث الهواء اليومية في تشرين الثاني (نوفمبر) 2006 | متوسط قراءات مؤشر تلوث الهواء اليومية في تشرين الثاني (نوفمبر) 2006 | متوسط قراءات مؤشر تلوث الهواء اليومية في تشرين الثاني (نوفمبر) 2006 | متوسط قراءات مؤشر تلوث الهواء اليومية في تشرين الثاني (نوفمبر) 2006 |
| تاريخ                                                               | جورج تاون                                                           | كوالا لمبور                                                         | مدينة ملقا                                                          | جوهور باهرو                                                         | كوانتان                                                             | كوتشينغ                                                             |
| ------------------------------------------------------------------- | ------------------------------------------------------------------- | ------------------------------------------------------------------- | ------------------------------------------------------------------- | ------------------------------------------------------------------- | ------------------------------------------------------------------- | ------------------------------------------------------------------- |
| 1                                                                   | 32                                                                  | 54                                                                  | 44                                                                  | 59                                                                  | 42                                                                  | 61                                                                  |
| 2                                                                   | 31                                                                  | 33                                                                  | 45                                                                  | 53                                                                  | 40                                                                  | 50                                                                  |
| 3                                                                   | 35                                                                  | 44                                                                  | 28                                                                  | 53                                                                  | 36                                                                  | 53                                                                  |
| 4                                                                   | 40                                                                  | 60                                                                  | 37                                                                  | 56                                                                  | 50                                                                  | 60                                                                  |
| 5                                                                   | 34                                                                  | 55                                                                  | 35                                                                  | 71                                                                  | 40                                                                  | 73                                                                  |
| 6                                                                   | 34                                                                  | 56                                                                  | 58                                                                  | 70                                                                  | 47                                                                  | 69                                                                  |
| 7                                                                   | 37                                                                  | 42                                                                  | 61                                                                  | 72                                                                  | 48                                                                  | 54                                                                  |
| 8                                                                   | 34                                                                  | 57                                                                  | 46                                                                  | 63                                                                  | 49                                                                  | 52                                                                  |
| 9                                                                   | 47                                                                  | 58                                                                  | 41                                                                  | 62                                                                  | 49                                                                  | 51                                                                  |
| 10                                                                  | 42                                                                  | 51                                                                  | 31                                                                  | 52                                                                  | 48                                                                  | 40                                                                  |
| 11                                                                  | 31                                                                  | 43                                                                  | 28                                                                  | 49                                                                  | 39                                                                  | 33                                                                  |
| 12                                                                  | 27                                                                  | 44                                                                  | 32                                                                  | 46                                                                  | 42                                                                  | 38                                                                  |
| 13                                                                  | 22                                                                  | 34                                                                  | 22                                                                  | 46                                                                  | 43                                                                  | 35                                                                  |
| 14                                                                  | 33                                                                  | 36                                                                  | 45                                                                  | 58                                                                  | 51                                                                  | 36                                                                  |

 0-50 جيد 51–100 متوسط 101–200 غير صحي 201–300 غير صحي جدًا 301- خطير

### سنغافورة
في حين أن الضباب قد وفر إلى حد كبير سنغافورة بقراءات مؤشر معايير الملوثات على مدار 24 ساعة ضمن نطاق «جيد» لمدة 15 يومًا في سبتمبر والباقي في نطاق «معتدل» وليس أعلى من قراءة 66، أصبحت آثاره الضارة أكثر انتشارا في أكتوبر.
في 7 أكتوبر 2006، خرقت قراءة مؤشر معايير التلوث لمدة 3 ساعات علامة 100 عند 8 صباحا ودخلت مستويات غير صحية لأول مرة في العام، حيث فجرت الرياح من سومطرة المجاورة الضباب إلى سنغافورة. في 10 صباحًا، وصل إلى 130، وهو أعلى مستوى في ثلاث سنوات، قبل أن يهبط إلى 80 عند 4 مساءً والتسلق بسرعة إلى 150 الساعة 9 مساءً، الأسوأ منذ عام 1997، قبل أن ينتهي اليوم عند 136، ولا يزال في النطاق غير الصحي.
على الرغم من أن جودة الهواء كانت على وشك التحسن مع وصول الأمطار الموسمية الشمالية الشرقية في منتصف أكتوبر، فقد امتدت الرياح الجنوبية الشرقية لموسم الضباب. أدى تأثير النينيو الخفيف إلى تأخير بدء هطول الأمطار حتى أواخر أكتوبر أو أوائل نوفمبر، أو حتى نهاية نوفمبر. يمكن أن يُعزى الضباب المطول إلى موسم الجفاف الممتد، مما أدى إلى توقف هطول الأمطار وأثر على أنماط الرياح التي جلبت الضباب إلى سنغافورة. يمكن أن تحدث زخات متقطعة في فترة ما قبل الرياح الموسمية، ولكن هذه لن تفعل الكثير في زيادة جودة الهواء. الرياح التي لا يمكن التنبؤ بها في فترة ما قبل الرياح الموسمية يمكن أن تجلب الضباب من سومطرة أو كاليمانتان.
ظلت جودة الهواء في النطاق المعتدل للأسبوع القادم حتى 14 أكتوبر، عندما زادت قراءات مؤشر معايير التلوث لمدة 3 ساعات تدريجيًا من 53 عند 6 صباحًا إلى الذروة عند 116 غير صحي في الساعة 10 مساءا هذه المرة، جاء معظم الضباب من كاليمانتان.
وبالمثل، في 15 أكتوبر، زادت قراءات مؤشر معايير التلوث من 69 في 6 صباحًا إلى 98 الساعة 3 مساءا و4 م، 3 نقاط أقل من الوصول إلى النطاق غير الصحي. انخفض هذا إلى 82 بحلول منتصف الليل. بينما ظلت الرياح جنوبية شرقية، هب ضباب من كاليمانتان عبر بحر الصين الجنوبي إلى سنغافورة.
في اليوم التالي، في 16 أكتوبر، بقيت مؤشرات معايير التلوث في الثمانينات في الصباح، قبل أن تطلق النار مرة أخرى في النطاق غير الصحي، لتصل إلى 130 في 4 مساءا و5 مساءً بقي مؤشر معايير التلوث لمدة 3 ساعات في مستويات غير صحية لمدة 8 ساعات متتالية، بين 2 مساءا و9 مساءا حجب الضباب الشمس، وعادت أعراض التعرض للضباب إلى الظهور في عموم السكان. بلغ مؤشر معايير التلوث على مدار 24 ساعة ليوم 16 أكتوبر 98، أقل بثلاث نقاط فقط من كونه غير صحي. انخفضت الرؤية إلى ما يصل إلى 1 كيلومترا في بعض المناطق مقارنة مع 20 كيلومترا في المعتاد كم.
ارتفع مؤشر معايير التلوث في 17 أكتوبر تدريجيًا من النطاق المعتدل في الصباح لينزلق إلى النطاق غير الصحي عند 4 م، ووصل إلى 106، قبل أن ينخفض عائدًا إلى 100 في النطاق المتوسط عند 10 مساءا كان من المتوقع أن تستمر الظروف الضبابية.
في 19 أكتوبر، تسلل مؤشر معايير التلوث إلى النطاق غير الصحي عند 106 في 2 م، وبلغ ذروته عند 113 الساعة 4 مساءً ذكرت وكالة البيئة الوطنية أن الوضع لن يتحسن في اليوم التالي.
طوال الصباح الباكر يوم 20 أكتوبر، ظل مؤشر معايير التلوث في التسعينيات، قبل أن يصل إلى أعلى مستوى عند 103 في الساعة 8 صباحا انخفض هذا إلى 74 × 7 مساءً، على الرغم من بقاء مؤشر معايير التلوث في التسعينيات بعد الظهر. على الرغم من هطول الأمطار في بعض المناطق، إلا أن ذلك لم يكن كافياً «للتخفيف من حالة الضباب». توقعت وكالة البيئة الوطنية في سنغافورة حدوث عواصف رعدية خلال عطلة نهاية الأسبوع، لكن الرياح الجنوبية الشرقية ستستمر في الهيمنة. وصل مؤشر معايير التلوث على مدار 24 ساعة في 20 أكتوبر أيضًا إلى النطاق غير الصحي عند 102.
في وقت لاحق من شهر أكتوبر، بدأ الوضع في التحسن، حيث سجل مؤشر معايير التلوث أدنى مستوى له عند 11 عند 2 مساء يوم 26 أكتوبر.
ومع ذلك، في أوائل نوفمبر، جلبت الرياح الموسمية ضبابًا خفيفًا إلى سنغافورة، مع وجود مؤشر معايير التلوث لمدة 3 ساعات في النطاق المعتدل في معظم الأوقات.
أعلى متوسط لـ 3 ساعات معايير التلوث تم تسجيله قبل تلك النقطة 226 في سبتمبر 1997.

#### التأثير
بينما بدأ بعض السنغافوريين في ارتداء أقنعة الوجه، يتردد البعض الآخر على مراكز التسوق والأماكن العامة، مع العديد من التسوق قبل Deepavali، والذهاب إلى سوق Hari Raya السنوي. قال أصحاب المتاجر إن الضباب لم يؤثر على أعمالهم. ومع ذلك، ظل السنغافوريون عمومًا في الداخل، مع بقاء البعض بعيدًا عن حديقة الساحل الشرقي.
وأعلنت الحكومة عن خطط لخطة عمل ضد الضباب إذا أصبح الوضع «خطيرًا للغاية»، والتي تتضمن علاجًا ذا أولوية للأمراض المرتبطة بالضباب. قال وزير الصحة خاو بون وان إنه «لم يكن هناك الكثير مما (يمكن) القيام به لوقف الضباب»، ونصح الناس بالبقاء في منازلهم، وخاصة أولئك الذين يعانون من أمراض تنفسية سابقة.
بدأت بعض الأمراض الطفيفة المرتبطة بالضباب في الظهور، لكن العيادات المجانية في جميع أنحاء الجزيرة لم تبلغ عن أي زيادة في المرضى الذين يعانون من هذه الأعراض. ومع ذلك، زادت أرقام الحضور في العيادات الشاملة على مستوى الجزيرة بمقدار 600 حالة لتصل إلى حوالي 15000 حالة من الحالات المرتبطة بالضباب في الأسبوع الأول من شهر أكتوبر مقارنة بالفترة نفسها من الشهر الماضي. هذا على الرغم من أن مجموعة الرعاية الصحية الوطنية ذكرت أن عدد الأشخاص «الذين يشكون من نفس الأمراض» قد انخفض عن نفس الفترة من العام الماضي.
ارتفعت مبيعات أجهزة تنقية الهواء خلال الفترة الضبابية. باع متجر إلكتروني أجهزة تنقية الهواء والعناصر ذات الصلة بقيمة 350 ألف دولار سنغافوري في 4 أيام، بزيادة قدرها 300 بالمائة. ومع ذلك، قال خبراء من معهد العلوم والهندسة البيئية في جامعة نانيانغ التكنولوجية أن بعض هذه المنتجات فقط، مثل مرشحات الهواء عالية الكفاءة، يمكنها إزالة الجسيمات الصغيرة من الهواء بشكل فعال. أنواع أخرى من أجهزة تنقية الهواء مثل أجهزة تنقية الهواء المؤينة تطلق الأوزون الذي يمكن أن يسبب أعراضًا مشابهة لتلك التي يسببها الضباب. أوصى الخبراء بتنظيف وسائط المرشح بانتظام وفتح النوافذ للحصول على بعض الهواء النقي في الليل.
وبدا أن المنطقة الغربية التي تضم بون لاي وتشوا تشو كانغ وجورونج هي «مركز الزلزال السطحي» للضباب. واشتكى السكان هناك من سوء الأحوال في منطقتهم، قائلين إنها شعرت بأنها «أسخن من المعتاد»، وأن المشاكل الصحية منتشرة بشكل أكبر. ربما كانت مستويات جودة الهواء في الغرب هي الأسوأ على الدوام، ولكن فقط بعدة نقاط. وتكهن البعض بأن الهواء الأكثر تلوثًا كان سببه العديد من مواقع البناء والمجمعات الصناعية في جورونج، لكن وكالة الطاقة الجديدة تدحض ذلك، مدعية أنها لا تساهم في الضباب. حققت العيادات الشاملة في جورونج وبوكيت باتوك زيادة بنسبة 20 في المائة في قبول المرضى الذين يعانون من مشاكل في الجهاز التنفسي والربو.
قامت المدارس في جميع أنحاء الجزيرة بتقييد الأنشطة الخارجية واضطرت إلى إعادة التفكير في أنشطة ما بعد الفحص والتدريب أو العودة إلى برامج الطقس الرطب. اضطر فريق السباحة في مدرسة سنغافورة الرياضية إلى تقليص التدريب عندما وصل الضباب إلى مستويات غير صحية على الرغم من أنهم كانوا في خضم العديد من المسابقات الدولية. أوصت وزارة التعليم المدارس بتعليق جميع الأنشطة الخارجية عندما تتجاوز قراءة مؤشر معايير التلوث 100، لكن بعض المدارس اختارت الانتقال إلى الداخل بغض النظر عن مؤشر معايير التلوث.
كما قام العديد من «هواة اللياقة» السنغافوريين بهذه الخطوة في الداخل. أبلغت نوادي اللياقة البدنية عن زيادات في نسبة الإقبال وتسجيل الوصول، باستخدام مرافق الصالة الرياضية بدلاً من الأنشطة الخارجية. تأثر متسلقو الصخور أيضًا، وبدأوا في نقل الأنشطة إلى الداخل بدلاً من ذلك.
تسبب الضباب أيضًا في زيادة مبيعات وتأجير عناوين VCD ودي في دي الترفيهية، لكن حضور السينما لم يتغير.
تلقى موقع وكالة البيئة الوطنية حوالي 170.000 زيارة في 14 أكتوبر، مقارنة بـ 60.000 زيارة عادية، وتسبب في تعطل الخادم مؤقتًا بسبب الحجم الهائل لحركة المرور.
وفقًا لخبراء اقتصاديين، عانت سنغافورة من خسارة اقتصادية قدرها 50 مليون دولار أمريكي بسبب ظهور الضباب في عام 2006.

#### قراءات مؤشر معايير التلوث

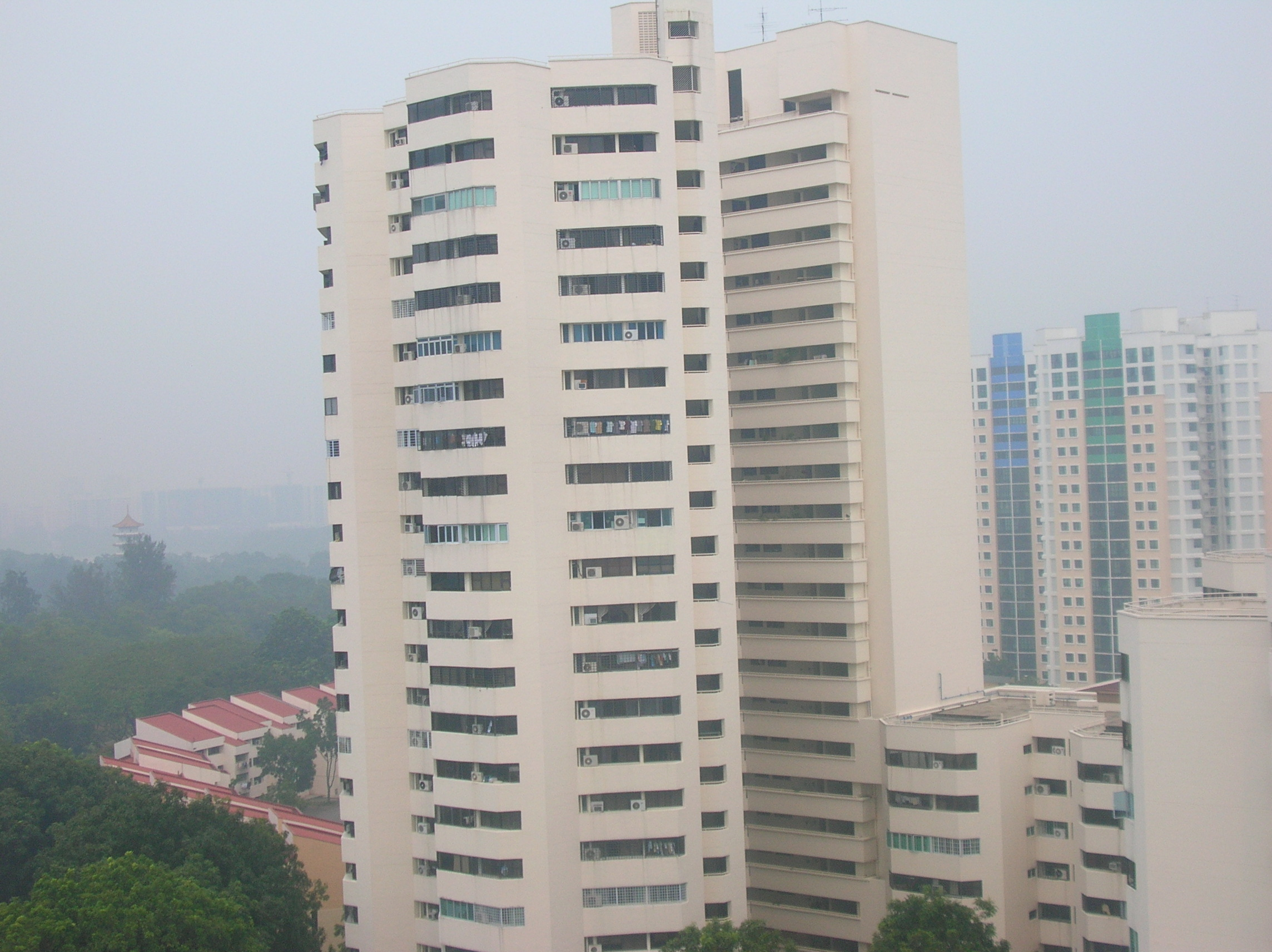
غطى الضباب حي جورونغ إيست في سنغافورة.

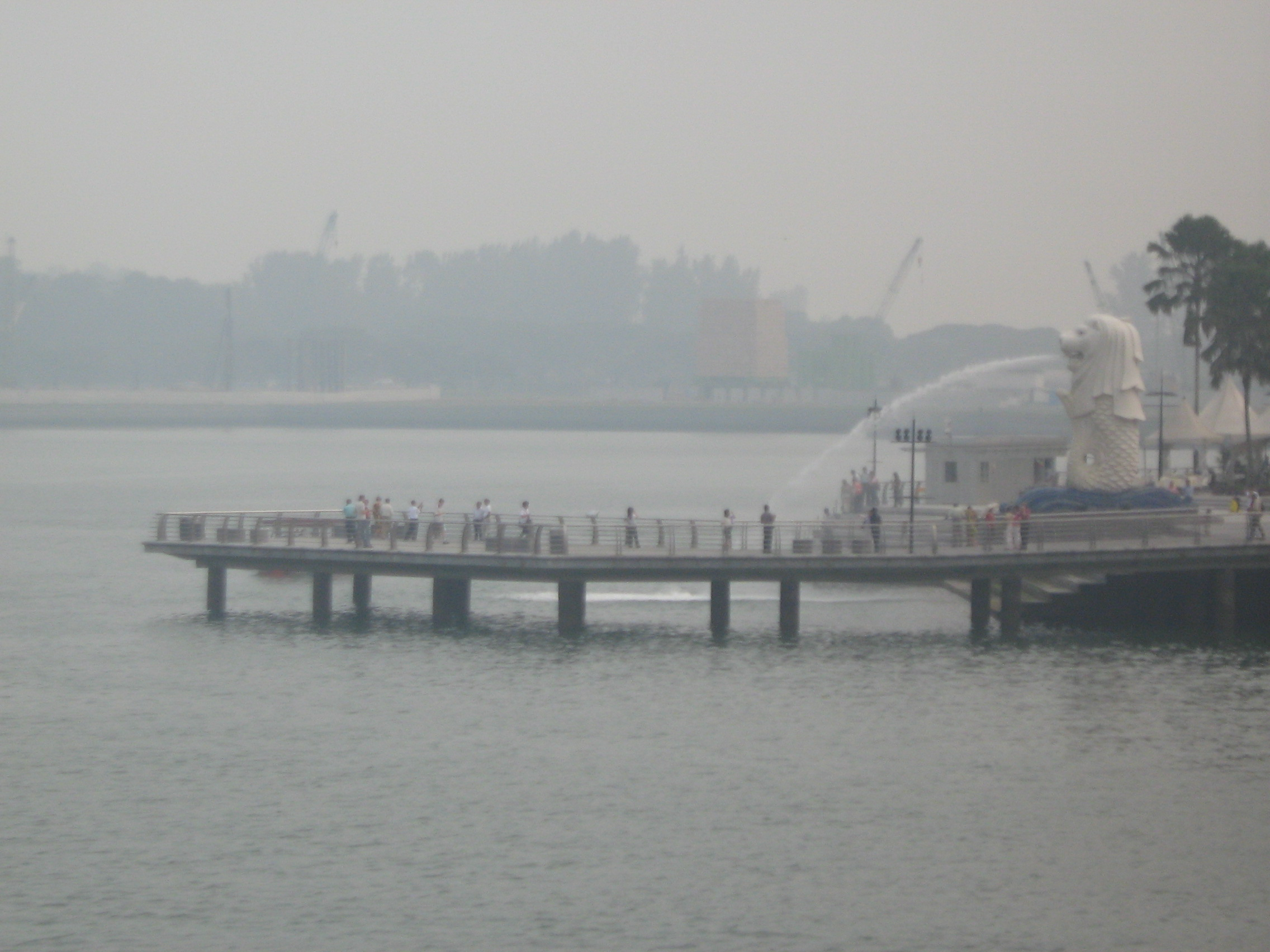
حديقة الميرليون عند مصب نهر سنغافورة كما تُرى من المتنزه في مستويات مؤشر معايير التلوث غير الصحية.

| 24-hour PSI readings in October 2006 | 24-hour PSI readings in October 2006 | 24-hour PSI readings in October 2006 | 24-hour PSI readings in October 2006 | 24-hour PSI readings in October 2006 | 24-hour PSI readings in October 2006 | 24-hour PSI readings in October 2006 |
| Date                                 | North                                | South                                | East                                 | West                                 | Central                              | Overall                              |
| ------------------------------------ | ------------------------------------ | ------------------------------------ | ------------------------------------ | ------------------------------------ | ------------------------------------ | ------------------------------------ |
| 1                                    | 40                                   | 41                                   | 38                                   | 34                                   | 37                                   | 41                                   |
| 2                                    | 70                                   | 73                                   | 71                                   | 68                                   | 70                                   | 73                                   |
| 3                                    | 55                                   | 62                                   | 54                                   | 61                                   | 58                                   | 62                                   |
| 4                                    | 39                                   | 51                                   | 39                                   | 52                                   | 41                                   | 52                                   |
| 5                                    | 49                                   | 53                                   | 41                                   | 54                                   | 45                                   | 54                                   |
| 6                                    | 56                                   | 65                                   | 55                                   | 80                                   | 57                                   | 80                                   |
| 7                                    | 117                                  | 128                                  | 101                                  | 122                                  | 112                                  | 128                                  |
| 8                                    | 73                                   | 86                                   | 71                                   | 109                                  | 80                                   | 109                                  |
| 9                                    | 49                                   | 52                                   | 50                                   | 52                                   | 52                                   | 52                                   |
| 10                                   | 59                                   | 56                                   | 57                                   | 59                                   | 55                                   | 59                                   |
| 11                                   | 67                                   | 64                                   | 60                                   | 71                                   | 70                                   | 71                                   |
| 12                                   | 65                                   | 63                                   | 60                                   | 71                                   | 66                                   | 71                                   |
| 13                                   | 50                                   | 46                                   | 43                                   | 54                                   | 47                                   | 54                                   |
| 14                                   | 63                                   | 57                                   | 58                                   | 72                                   | 57                                   | 72                                   |
| 15                                   | 92                                   | 89                                   | 93                                   | 93                                   | 88                                   | 93                                   |
| 16                                   | 89                                   | 94                                   | 91                                   | 98                                   | 92                                   | 98                                   |
| 17                                   | 85                                   | 80                                   | 86                                   | 92                                   | 84                                   | 92                                   |
| 18                                   | 84                                   | 78                                   | 75                                   | 92                                   | 79                                   | 92                                   |
| 19                                   | 76                                   | 71                                   | 73                                   | 81                                   | 72                                   | 81                                   |
| 20                                   | 97                                   | 98                                   | 96                                   | 102                                  | 96                                   | 102                                  |
| 21                                   | 75                                   | 79                                   | 75                                   | 81                                   | 81                                   | 81                                   |
| 22                                   | 73                                   | 71                                   | 67                                   | 74                                   | 73                                   | 74                                   |
| 23                                   | 74                                   | 81                                   | 79                                   | 77                                   | 80                                   | 81                                   |
| 24                                   | 52                                   | 46                                   | 45                                   | 58                                   | 51                                   | 58                                   |
| 25                                   | 38                                   | 33                                   | 33                                   | 44                                   | 38                                   | 44                                   |
| 26                                   | 31                                   | 29                                   | 32                                   | 38                                   | 36                                   | 38                                   |
| 27                                   | 29                                   | 22                                   | 24                                   | 31                                   | 28                                   | 31                                   |
| 28                                   | 39                                   | 38                                   | 38                                   | 46                                   | 42                                   | 46                                   |
| 29                                   | 52                                   | 45                                   | 37                                   | 52                                   | 50                                   | 52                                   |
| 30                                   | 52                                   | 50                                   | 50                                   | 53                                   | 51                                   | 53                                   |
| 31                                   | 55                                   | 51                                   | 48                                   | 56                                   | 53                                   | 56                                   |
| Avg                                  | 62.7                                 | 62.9                                 | 59.3                                 | 68.6                                 | 62.6                                 | 69.4                                 |

 0-50 جيد 51–100 متوسط 101–200 غير صحي 201–300 غير صحي جدًا 301- خطير

### تايلاند
في يوليو / تموز، عانت مقاطعتا باتاني وساتون بجنوب تايلاند من نوبة متقطعة من الضباب الدخاني، حيث كانت مستويات الملوثات في ساتون عالية بما يكفي لتشكل خطراً على الصحة. وإجمالا، تأثرت سبع مقاطعات بالضباب في شهري يوليو وأغسطس.
تم الإبلاغ عن الضباب مرة أخرى في 6 أكتوبر، مع أمراض الجهاز التنفسي وتهيج العين في ناراثيوات. كما تأثرت الرؤية وجودة الهواء في سونغكلا وساتون ويالا. وصدرت تحذيرات صحية وأقنعة جراحية للسكان. بعد ثلاثة أيام، أفاد مسؤولو الأرصاد الجوية أن الضباب قد تضاءل إلى مستوى الرؤية الطبيعي تقريبًا.
أعادت الرياح القوية في المنطقة الضباب القادم من إندونيسيا إلى مقاطعات سونغكلا وساتون وباتاني ويالا وناراثيوات في 17 أكتوبر. وانخفضت الرؤية في يالا وسونغكلا إلى أقل من كيلومتر، وحذر المسؤولون الصيادين المتجهين إلى بحر أندامان وخليج تايلاند «ليبقوا يقظين». كما طُلب من السائقين تشغيل مصابيحهم الأمامية.

## الاجتماع الوزاري لرابطة أمم جنوب شرق آسيا بشأن التلوث بالضباب العابر للحدود
وانتقدت ماليزيا وسنغافورة الطريقة التي تعاملت بها إندونيسيا مع القضية. وحث كلاهما الأخير على التصديق على اتفاقية الآسيان بشأن التلوث بالضباب العابر للحدود. وقال وزير البيئة الماليزي عزمي خالد إن «الإحباط هو بخس»، الموجه نحو إندونيسيا. كما كان هناك احتجاج أمام السفارة الإندونيسية في كوالالمبور نظمته الأحزاب السياسية المحلية. أعرب رئيس الوزراء السنغافوري لي هسين لونج عن خيبة أمله تجاه إندونيسيا بعد وقت قصير من إعلان عزمي خالد وجهة نظره. ردًا على الرسالة، اعتذر الرئيس الإندونيسي عن الضباب الإقليمي. صرحت إندونيسيا في وقت سابق بأنها تفتقر إلى الموارد اللازمة لمكافحة الحرق بشكل فعال.
واقترحت سنغافورة إجراء محادثات إقليمية بشأن الضباب تعقد في سنغافورة. لكن إندونيسيا طلبت عقد مثل هذه المحادثات في بيكان بارو، كاليمانتان بدلاً من ذلك. تمت الموافقة على الطلب وعقدت المحادثات في 13 أكتوبر 2006. واقترحت ماليزيا في الاجتماع إنشاء صندوق إقليمي للمساعدة في مكافحة الكارثة البيئية.
مع وصول الرياح الموسمية الشتوية الشمالية الشرقية في ديسمبر، انتهت مشكلة الضباب فعليًا لعام 2006.

## معرض الصور

صور NASA MODIS للحرائق
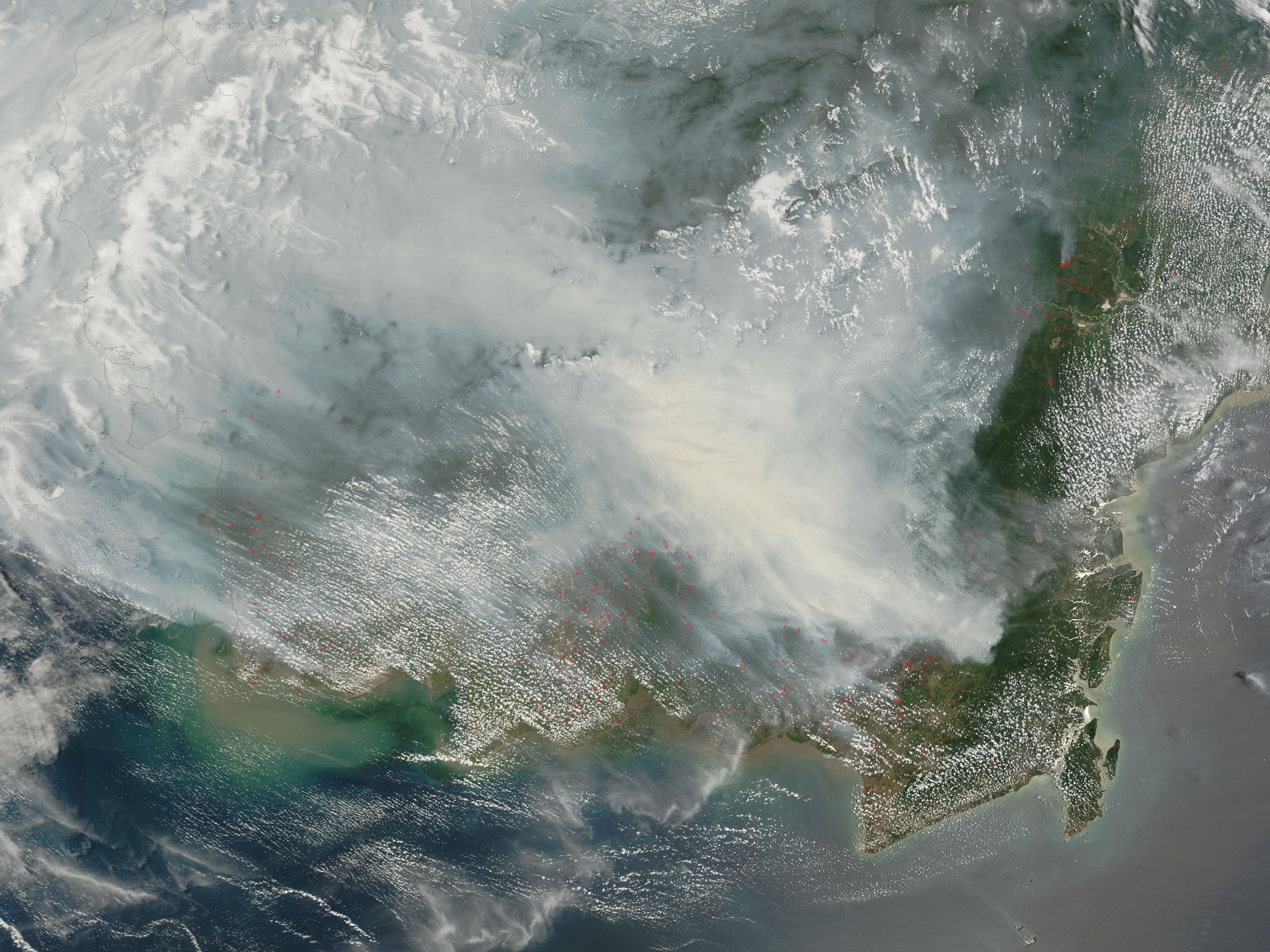
حرائق في بورنيو، ولا سيما كاليمانتان، وتسبب الضباب. تم التقاط الصورة في 5 أكتوبر 2006 بواسطة القمر الصناعي Terra MODIS.
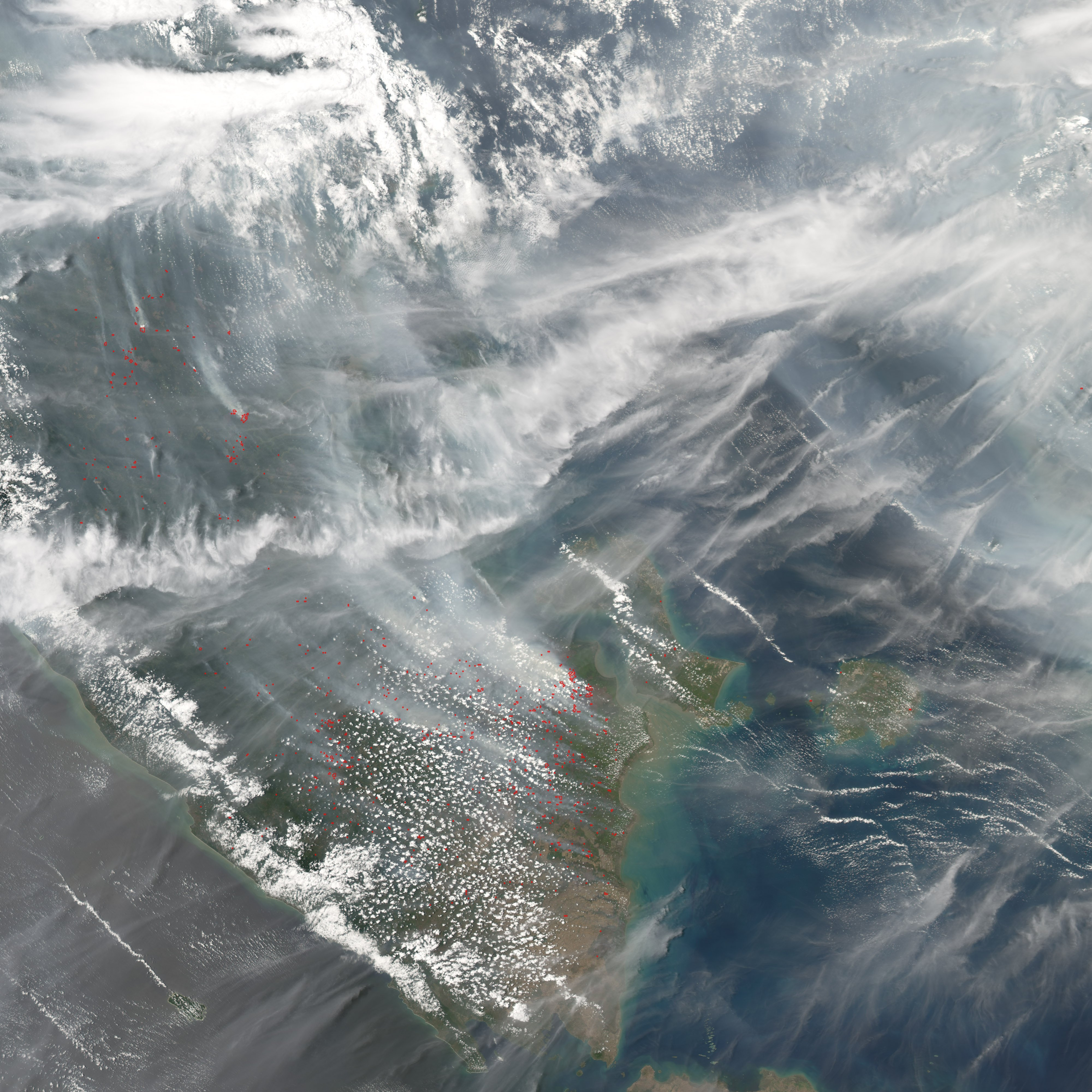
حرائق في سومطرة والضباب الناتج. تم التقاط الصورة في 4 أكتوبر 2006 بواسطة القمر الصناعي Aqua MODIS.
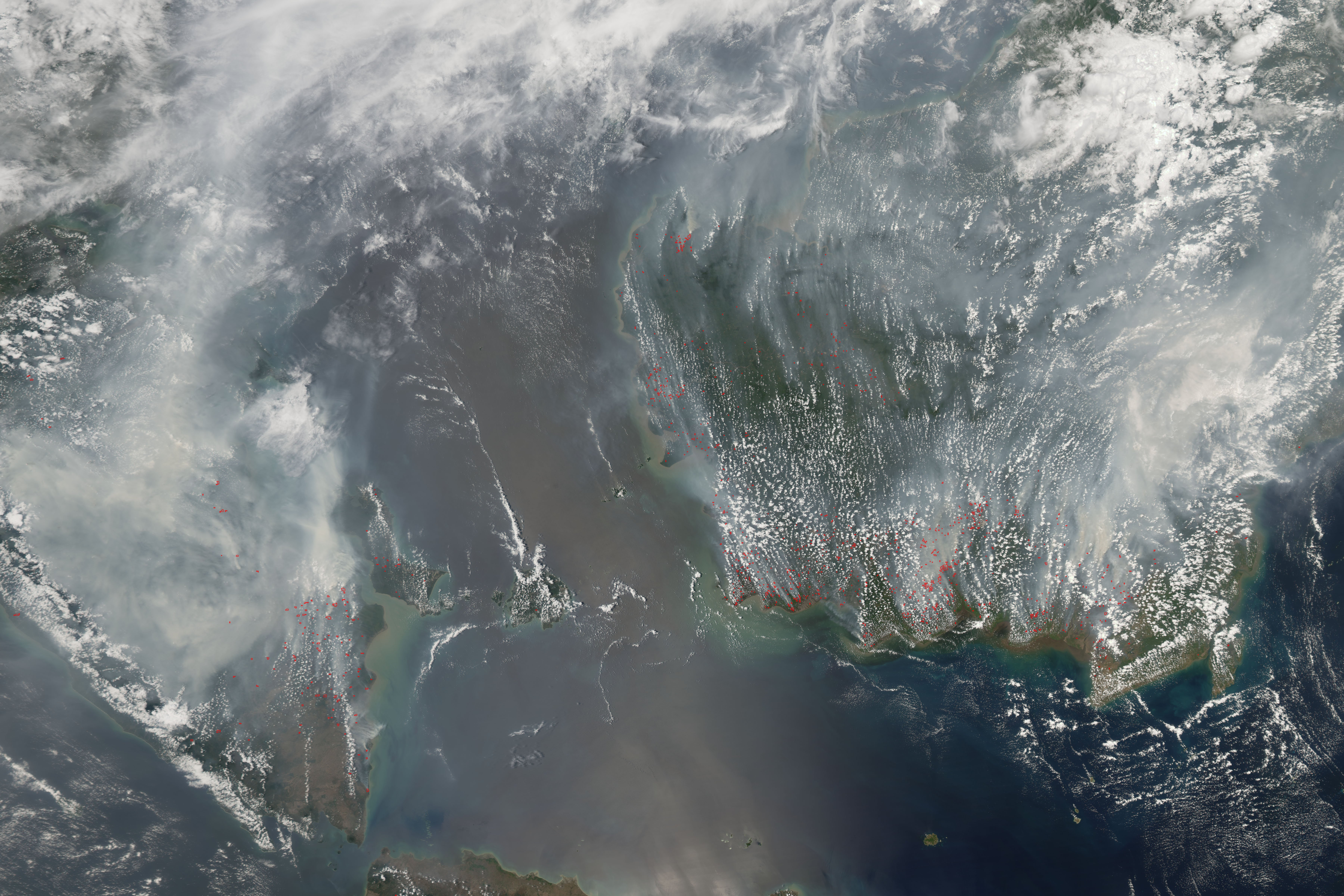
صورة تم التقاطها في 1 أكتوبر 2006 بواسطة القمر الصناعي Aqua MODIS تظهر مدى الحرائق والضباب الناتج.

## روابط خارجية
- أحدث رسم تخطيطي للمنطقة المتأثرة بالضباب فوق المنطقة
- أحدث خريطة النقاط الساخنة
- وكالة البيئة الوطنية - عبر الإنترنت تشكل قراءات مؤشر معايير التلوث الحالية في سنغافورة
- أرشيف أخبار تنبيه بالضباب في Channel NewsAsia